# Eulaira arctoa
Eulaira arctoa là một loài nhện trong họ Linyphiidae.
Loài này thuộc chi Eulaira. Eulaira arctoa được Herman Theodor Holm miêu tả năm 1960.